# 횡파

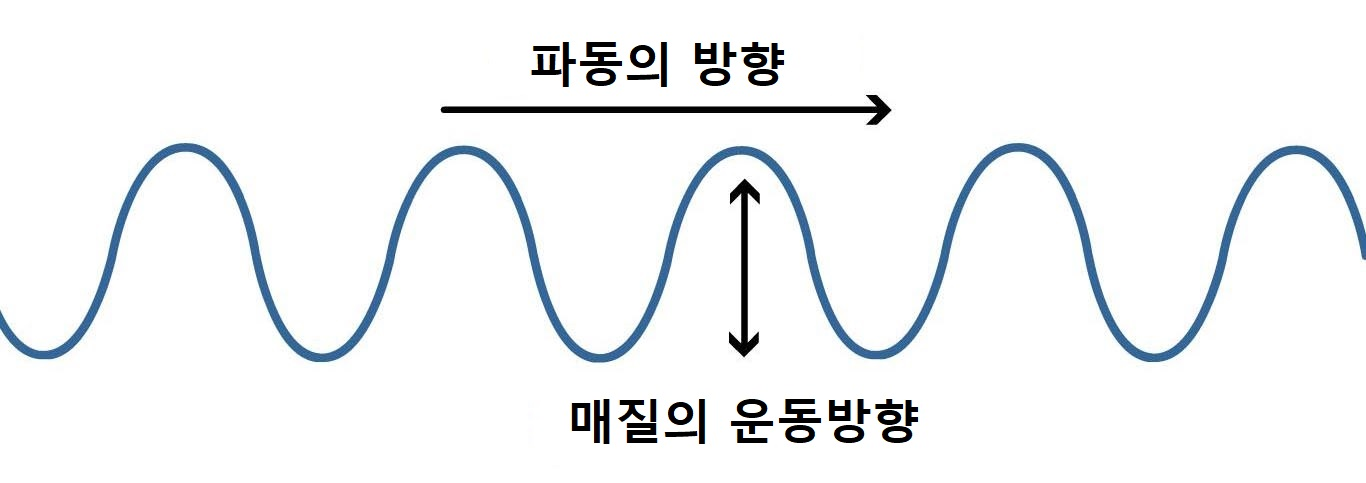
횡파에서는 파동의 이동방향(에너지가 전달되는 방향)과 수직으로 매질의 움직임이 나타난다.

횡파(transverse wave, 橫波)는 파동의 한 종류로서 에너지가 전달되는 파동의 전달방향(그림에서 x축 방향)에 수직방향으로(그림에서 y축 방향) 매질의 움직임(변위)이 나타나는 파를 말한다. 종파와는 반대이다. 횡파에서 橫(가로 횡)의 의미는 파동의 전달방향의 연직방향으로 매질의 변위가 발생한다는 의미이지 가로방향으로 파동이 이동한다는 뜻이 아님에 주의해야한다. 가로/세로의 방향지정은 임의이기 때문이다(우측 그림에서 파동의 이동방향은 임의로 가로방향으로 지정한 것이다.).
횡파는 기본적으로 단진동이며 단진동과 마찬가지로 시간에 대한 파동의 방정식은 사인파로 표현되며 이 점에 있어서는 종파도 마찬가지다.
{\displaystyle y(t)=A\sin(2\pi ft+\varphi )=A\sin(\omega t+\varphi )}
A는 진폭, ω는 각속도, {\displaystyle \varphi }는 위상이다.
대표적으로 전자기파와 교류회로 그리고 지진파 중 s파가 횡파이다. 반면에 음파는 종파이다.

## 같이 보기
- 파동
- 종파
- s파
- 사인파
- 단순조화진동